# Tjänstesamhälle
Ett tjänstesamhälle är ett samhälle som utmärks av att merparten av den arbetande befolkningen är sysselsatta i tjänstesektorn (eller servicesektorn) och bara en mindre del arbetar inom basnäringar såsom industri, jordbruk och fiske. Det slog igenom i västvärlden under 1970-talet, och ersatte då det industrisamhälle som i sin tur under 1800-talet ersatt jordbrukssamhället. Den huvudsakliga anledningen till detta är att basnäringarna effektiviserats genom den tekniska utvecklingen och förhållandevis rik tillgång på billig energi. Detta har medfört att mänskligt arbete inte behövs i så stor utsträckning, trots en stadigt ökande total produktion. Grovt sett är det de rika länderna som har en arbetsmarknad som domineras av tjänster, medan fattiga länder karaktäriseras av att många fler arbetar inom jordbruket, vilket ofta dessutom är självförsörjningsinriktat.  

### Fotnoter
1. ↑  ”Det nya Sverige”. Arkiverad från originalet den 13 augusti 2010. https://web.archive.org/web/20100813012527/http://www.entreprenorsregionen.se/res/pub/1490/DetNyaSverige.pdf. Läst 9 augusti 2011.
2. ↑  ”Den industriella revolutionen”. 15 mars 2009. Arkiverad från originalet den 13 april 2011. https://web.archive.org/web/20110413224235/http://historia2.se/index.php?option=com_content&view=article&id=62&Itemid=82. Läst 9 augusti 2011.